# Робертсон, Артур (легкоатлет)
Артур Джеймс Робертсон (англ. Arthur James Robertson; 19 апреля 1879, Хартхилл, Саут-Йоркшир — 18 апреля 1957, Питерборо) — британский легкоатлет, чемпион и серебряный призёр летних Олимпийских игр 1908.
На Играх 1908 в Лондоне Робертсон участвовал в трёх дисциплинах. Вместе со своей командной он стал чемпионом в гонке на 3 мили, занял второе место в забеге на 3200 м с препятствиями и пятую позицию на дистанции 5 миль.